# بيل ويد (لاعب كرة قدم أمريكية)
بيل ويد (بالإنجليزية: Bill Wade) هو لاعب كرة قدم أمريكية أمريكي، ولد في 4 أكتوبر 1930 في ناشفيل في الولايات المتحدة، وتوفي بنفس المكان في 9 مارس 2016.